# Melanie Gabriel
Melanie Gabriel, née le 23 août 1976 à Bath en Angleterre, est une chanteuse britannique surtout connue pour ses collaborations avec son père, Peter Gabriel. Elle chante avec ce dernier en concert depuis la tournée Growing Up Tour, à l'occasion de laquelle elle prend le poste de choriste principale, précédemment assuré par Paula Cole. Depuis, elle a effectué plusieurs collaborations avec d'autres artistes.

## Biographie
Melanie Gabriel a suivi des études d'art à New York, se spécialisant en photographie et peinture, avant de collaborer avec son père en tant que choriste à partir de 1999.
Par la suite, elle s'est engagée dans diverses collaborations musicales. En 2003, elle a produit des albums avec les musiciens français La Jarry et Hector Zazou et s'est également produite avec eux. Sur l'album Strong Currents de Zazou en 2003, qui a réuni un certain nombre de solistes célèbres, on peut l'entendre aux côtés de Laurie Anderson, Irene Grandi et Jane Birkin, entre autres. Jane Birkin et Melanie Gabriel ont repris sur cet album des chansons de la musicienne et productrice de musique irlandaise Nina Hynes. Melanie Gabriel a chanté la chanson Mmmh sur cet album,.
Par la suite, Melanie Gabriel a ouvert son spectre vers la musique du monde. En 2004, elle a enregistré l'album Words avec le musicien ougandais Geoffrey Oryema, qui a été acclamé par la presse. En 2006, elle a commencé à travailler avec le producteur et compositeur belge Thierry Van Roy sur le projet musical Taïga Maya,, qui mêle des influences musicales du peuple sibérien des Yakoutes avec des traditions des Balkans et d'Amérique latine. Les musiciens ont présenté cette expérience inhabituelle lors d'une série de concerts, comme par exemple au festival WOMAD Canarias à Las Palmas.

## Discographie
- 1999 : Refuge (compilation), sur la chanson Broken L avec Peter Gabriel et Joy Askew ;
- 2003 : Growing Up Live (DVD en concert) ;
- 2003 : Strong Currents (album studio) par Hector Zazou : sur la pièce Mmmh ;
- 2004 : Words (album studio) par Geoffrey Oryema ;
- 2010 : Taiga Maya (DVD + livre et CD), projet en collaboration avec l'artiste belge Thierry Van Roy[8] ;
- 2011 : New Blood (album studio) : sur la chanson Downside Up, version réorchestrée du morceau figurant sur l'album studio OVO, composé pour les célébrations de l'an 2000 sous le Millennium Dome de Londres ;
- 2012 : Live Blood (album en concert) par Peter Gabriel.